# Миранда, Кармен
Мари́я ду Ка́рму Мира́нда да Ку́нья (порт. María do Carmo Miranda da Cunha), профессионально известная как Ка́рмен Мира́нда (порт. Carmen Miranda; 9 февраля 1909[…], Варзеа-да-Овелья-и-Аливиада, Порту, Португалия — 5 августа 1955[…], Беверли-Хиллз, США) — бразильская певица, танцовщица, актриса португальского происхождения. Старшая сестра несколько менее знаменитой певицы, танцовщицы и киноактрисы Авроры. Стала прообразом «Сеньориты Чикиты», логотип с которой теперь можно встретить практически в любом супермаркете.

## Биография
Кармен Миранда, урождённая Мария ду Карму Миранда да Кунья, родилась 9 февраля 1909 года в районе Варзеа-да-Овелья-и-Аливиада португальского округа Порту. В возрасте 10 месяцев переехала в Бразилию вместе с эмигрировавшим отцом, позднее к ним присоединилась вся семья. Музыкальная карьера Кармен как певицы началась после знакомства с композитором Жозуе де Бaррушем (порт. Josué de Barros) и записи первых пластинок в 1929 году с самбой «Не уходи» (Não Vá Sim’bora) и шоу «Если самба в моде» (Se O Samba é Moda). Огромный успех получила её запись марша «Чтобы я тебе нравилась» (порт. P'ra Você Gostar de Mim / Taí) в 1930 году. Выступала во многих театральных ревю, на бразильском радио в 1933 году, а с 1934 года она выступала также на аргентинском радио. Записывалась на RCA Records.
В 1933 дебютировала в кино. По свидетельству импресарио Алойзиу ди Оливейра (порт. Aloysio de Oliveira), в 1938 году Кармен Миранда хотела оставить выступления, выйти замуж и сменить образ жизни, но по контракту должна была сняться ещё в одном кинофильме. Огромный успех самбы «Что же есть у девушки из Баии?» (порт. O Que É Que A Baiana Tem?), исполненной в фильме «Банан» (порт. Banana da Terra, (1939), англ. Wallace Downey), сделал Кармен Миранду знаменитой в США и изменил планы певицы. В 1939 году она долго выступала в шоу на Бродвее. В 1940 году на банкете в Белом Доме была представлена президенту Рузвельту и получила его поддержку. С 1940 по 1953 год работала в Голливуде, где сделала успешную карьеру и снялась в четырнадцати фильмах. В 1946 году она принадлежала к числу самых высокооплачиваемых голливудских звёзд. Экстравагантный и эклектический стиль одежды Кармен Миранды сделал её предтечей бразильского культурного течения тропикализма 1960-х годов. В Бразилии у Кармен Миранды было несколько прозвищ, но с 1935 года окончательно закрепилось «Маленькая Знаменитость» (A Pequena Notável). В США её называли «Бразильской бомбой». При этом у бразильской публики и критики она вызывала смешанные чувства: певицу упрекали в том, что она американизировалась.
С годами, помимо табака и алкоголя, Миранда стала принимать наркотики (амфетамин и др.). Скончалась в 1955 году от второго инфаркта. Похоронена на кладбище Святого Иоанна Крестителя в Рио-де-Жанейро. За её гробом шло свыше полумиллиона человек.

## Признание
Звезда Кармен Миранды есть на голливудской «Аллее славы». Её именем названа площадь в Голливуде. Музеи певицы открыты в Рио-де-Жанейро и в её родном городе в Португалии.
Награждена бразильским Орденом культурных заслуг.

## Избранная фильмография
- Та ночь в Рио (That Night in Rio, 1941) — Кармен
- Выходные в Гаване (Week-End in Havana, 1941) — Розита Ривас
- Вся банда в сборе (The Gang's All Here, 1943) — Дорита
- Копакабана (Copacabana, 1947) — Кармен Новарро
- Свидание с Джуди (A Date with Judy, 1948) — Розита
- Нэнси едет в Рио (Nancy Goes to Rio, 1950) — Марина Родригес
- Напуганные до смерти (Scared Stiff, 1953) — Кармелита Кастинья